# Yoshi Ishikawa
Yoshi Ishikawa (nacido como Yoshi Ishikawa Veliz, en Lima, Perú) es un director creativo radicado en Perú, galardonado con diferentes premios del ámbito publicitario. Es conocido por liderar el área creativa de Fahrenheit DDB, perteneciente al grupo DDB Worldwide.  

## Distinciones
Cannes Lion
- Gold Lion in Brand Experience And Activation, Section Touchpoints & Technology, Cannes, 2025[1] (Festival Internacional de la Creatividad Cannes Lions, 2025), campaña "The Kimberly Price" para PlazaVea
- Silver Lion in Brand Experience And Activation, Section Culture & Context, Cannes, 2025[1] (Festival Internacional de la Creatividad Cannes Lions, 2025), campaña "The Kimberly Price" para PlazaVea
- Silver Lion in Brand Experience And Activation, Section Brand Experience & Activation: Sectors, Cannes, 2025[1] (Festival Internacional de la Creatividad Cannes Lions, 2025), campaña "The Kimberly Price" para PlazaVea
- Silver Lion in Media, Section Channels, Cannes, 2024[2][3][4][5] (Festival Internacional de la Creatividad Cannes Lions, 2024), campaña "Rent Your Sunset" para Corona
- Silver Lion in Entertainment Lions For Music, Section Branded Content for Music, Cannes, 2024[6] (Festival Internacional de la Creatividad Cannes Lions, 2024), campaña "Cancer Before Cancer" para Peruvian Cancer Foundation

El Ojo de Iberoamérica
- Gran Ojo Experiencia de Marca & Activación y el Gran Ojo Creative Commerce[7] (El ojo de Iberoamérica, 2023), campaña "Mind Changing Prices" para PlazaVea

D&AD Pencils
- Sound Design & Use of Music[8] ([and Art Direction|Design and Art Direction], 2024), campaña "Cancer Before Cancer" para Peruvian Cancer Foundation